# Argillotuba
Argillotuba es un género de foraminífero bentónico de la subfamilia Argillotubinae, de la familia Allogromiidae, del suborden Allogromiina y del orden Allogromiida. Su especie tipo es Astrorhiza vermiformis. Su rango cronoestratigráfico abarca el Holoceno.

## Clasificación
Argillotuba incluye a la siguiente especie:
- Argillotuba vermiformis